# Enomau
Enomau é um personagem da mitologia grega, filho de Ares com Harpina e pai de Hipodâmia.

## A lenda
Enomau era rei da Élida (cuja principal cidade era Olímpia), no Peloponeso, e casado com Evarete, de Argos, com quem teve uma filha, Hipodâmia. 
Por vários anos, ele impediu que sua filha se casasse, afastando todos os pretendentes. Valendo-se do fato de possuir excelentes cavalos e um auriga experiente e devotado (Mirtilo), o rei impunha uma condição aos candidatos: somente daria a mão da filha àquele que o derrotasse em uma corrida de bigas. 
As razões de sua conduta são controvertidas. Na versão lendária predominante, o motivo seria uma profecia consoante a qual ele viria a ser morto pelo homem que se tornasse seu genro; porém, em outra versão, o motivo seria sua secreta paixão incestuosa pela filha.
Aconteceu que, um dia, apresentou-se Pélope, filho de Tântalo, pedindo-lhe a mão de Hipodâmia em casamento, ao qual Enomau respondeu com sua habitual condição. Ocorre que o pretendente era protegido de Poseidon, que lhe cedeu um carro puxado por cavalos alados e, além disso, ele subornou Mirtilo, oferecendo-lhe a metade do reino que viria a herdar. Selado o acordo, o auriga deixou de substituir uma cavilha que prendia a roda ao eixo do carro do rei, que já estava gasta e frágil. Durante a corrida, ela quebrou, provocando um acidente que resultou na morte de Enomau.